# Scaphosepalum xystra
Scaphosepalum xystra är en orkidéart som beskrevs av Carlyle August Luer. Scaphosepalum xystra ingår i släktet Scaphosepalum och familjen orkidéer. Inga underarter finns listade i Catalogue of Life.